# Sveriges advokatsamfund

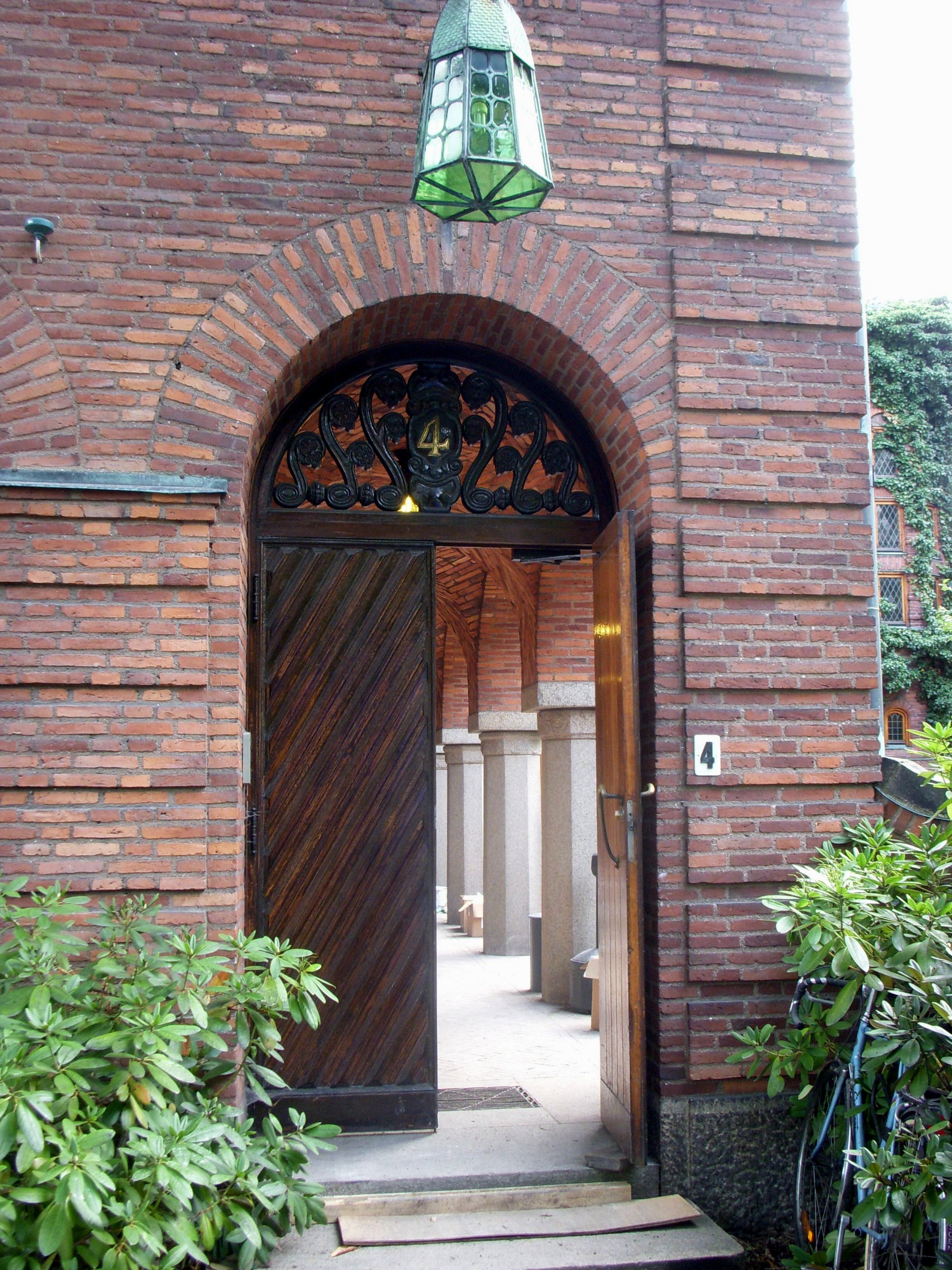
Advokatsamfundet, Tryggerska villan, 2008.

Sveriges advokatsamfund, ofta benämnt Advokatsamfundet, är en privat svensk yrkesorganisation för advokater som regleras i rättegångsbalken, vilken av staten givits vissa myndighetsuppgifter, bland annat tillsyn över advokater och vilka som kan antas som medlemmar i samfundet. Advokat är en i lag skyddad yrkestitel och endast medlemmar i samfundet får titulera sig advokat. Samfundets stadgar fastställs av regeringen.
Mia Edwall Insulander är advokatsamfundets generalsekreterare.

## Historia
Advokatsamfundet grundades 1887 som en privat sammanslutning.
I samband med införandet av den nya rättegångsbalken 1948 fick samfundet den legala status som förbundet har idag, det vill säga att endast den som är ledamot av advokatsamfundet får kalla sig advokat.[källa behövs]
För att bli ledamot i Advokatsamfundet måste man tagit tidigare juris kandidatexamen eller nuvarande juristexamen och därefter ha arbetat som jurist i tre år.[källa behövs] Utöver yrkeslivserfarenhet och examen måste man även gå kurser, samt klara advokatexamen.

## Verksamhet

### Disciplinnämnden
Advokatsamfundet har till uppgift att granska att advokater följer dess etiska ramar och kan vidta disciplinåtgärder mot advokater som inte gör detta, exempelvis frånta dem advokattiteln eller ge dem en skriftlig erinran.
Justitiekanslern kan överklaga disciplinnämndens beslut till Högsta domstolen.

### TidskriftenAdvokaten
Advokatsamfundet ger ut en tidskrift som heter Advokaten.

### Bibliotek
Samfundet är sedan 1981 beläget i Tryggerska villan i Diplomatstaden, Stockholm. I fastigheten finns även Juridiska Biblioteket i Stockholm med en samling på närmare 50 000 band. Biblioteket är öppet för alla som har avlagt examen vid juridiska fakulteter och för juridikstuderande.

## Organisation

### Generalsekreterare
Mia Edwall Insulander är advokatsamfundets generalsekreterare sedan den 2 september 2019 då hon efterträdde Anne Ramberg som innehade posten nästan 20 år.

### Lista över ordförande
- Carl Johan Ljunggren (1887–1896)
- Tom Forssner (1920–1933)
- Eliel Löfgren (1937–1940)
- Alf Lindahl (1941–1951)
- Gunnar Bomgren (1951–1955)
- Magnus Lindahl (1967–1971)
- Bure Malmström (1971–1975)
- Lars Samzelius (1975–1978)
- Göran Luterkort (1979–1981)
- Sven Harald Bauer (1981–1985)
- Claes Beyer (1985–1989)
- Bengt Ljungqvist (1989–1992)
- Sven Unger (1992–1996)
- Leif Ljungholm (1996–1999)
- Elisabeth Fura-Sandström (1999–2001)
- Axel Calissendorff (2001–2004)
- Stefan Lindskog (2004–2007)
- Tomas Nilsson (2007–2011)
- Claes Zettermarck (2011–2013)
- Bengt Ivarsson (2013–2017)
- Christer Danielsson (2017–2019)
- Eva-Maj Mühlenbock (2019-)